# Игрок (фильм, 2014)
«Игрок» (англ. The Gambler) — американская криминальная драма 2014 года, третий полнометражный фильм режиссёра Руперта Уайетта. Сценарий Уильяма Монахана основан на одноимённом фильме 1974 года, написанном Джеймсом Тобэком, который, в свою очередь, основан на одноимённом романе Фёдора Достоевского. Премьера ремейка с Марком Уолбергом в главной роли состоялась 10 ноября 2014 года на фестивале AFI, а в прокате в США он вышел 25 декабря 2014 года. В нём показана последняя роль Джорджа Кеннеди перед его смертью 28 февраля 2016 года.

## Сюжет
У главного героя, Джима Беннета, умирает дедушка. Перед смертью он советует внуку взяться за ум и научиться отвечать за свои поступки.
У Джима серьёзная зависимость — он игрок. Каждую ночь он идет в казино и не останавливается, пока не просаживает все деньги, что у него есть. В очередной раз, проигравшись, он просит владельца казино одолжить ему денег отыграться. Тот напоминает, что Джим и так должен ему 240 тысяч долларов, и требует срочно вернуть долг.
В казино Джим знакомится с Невиллем, ростовщиком, который предлагает Беннету ссуду. Тот берет 50 тысяч и проигрывает. Узнав об этом, Невилль требует вернуть его деньги в течение семи дней.
Если по ночам Джим пропадает в казино, то днем он уважаемый преподаватель литературы в университете, а также писатель, выпустивший книгу. В нарушение всей этики у него начинаются романтические отношения со студенткой.
В поисках денег герой сначала едет к матери, но та отказывается ему помогать.
Тогда Джим едет к местному авторитету Фрэнку. Тот уже в курсе всех проблем Беннета и соглашается ему одолжить необходимую сумму, но он хочет унижений от просителя. Джим уходит ни с чем.
Беннета преследуют люди Невилля и напоминают о долге, угрожая, что они могут поговорить с его матерью и выбить из неё деньги.
Вскоре мать сама приезжает к Джиму домой и рассказывает, что к ней приходили какие-то люди и запугивали её. Она дает сыну деньги.
Джим планирует деньги отдать своим кредиторам, но приехав в казино, опять начинает играть и все проигрывает. К нему снова наведывается Невилль и угрожает расправиться с девушкой Беннета, студенткой. Оставшись дома один, Джим пытается застрелиться, но у него не хватает решимости.
Невилль, узнав, что один из студентов Беннета — успешный баскетболист, требует через Джима, чтобы тот во время матча подыграл под определённый счет, на который Невилль поставит в букмекерской конторе. Тогда долг будет прощен. Джим делает то, что от него требуется. Он договаривается со студентом, пообещав ему кругленькую сумму, а сам через подставное лицо тоже делает ставку на запланированный исход игры. Деньги на ставку он одалживает у Фрэнка.
В результате успешной ставки Беннет получает практически всю сумму, которую он должен казино и Фрэнку, но не хватает процентов. Он идет в казино, играет и выигрывает. Отдает долги и уходит, поклявшись, что больше не будет играть.

## В ролях
| Актёр            | Роль         |
| ---------------- | ------------ |
| Марк Уолберг     | Джим Беннетт |
| Бри Ларсон       | Эми Филипс   |
| Джон Гудмен      | Фрэнк        |
| Джессика Лэнг    | Роберта      |
| Майкл К. Уильямс | Невилл       |
| Эмори Коэн       | Декстер      |
| Джордж Кеннеди   | Эд           |
| Ричард Шифф      | ювелир       |
| Леланд Орсер     | Ларри Джонс  |